# آب در مناطق جنوب شرق و مرکزی ایران
آب در مناطق جنوب شرق و مرکزی ایران جز مباحث حوضه آبریز فلات مرکزی است و زاینده‌رود، بلندترین رود حوضه آبریز فلات مرکزی می‌باشد. حوضهٔ فلات مرکزی حوضه آبریز کاملاً محصور ایران است و دشت لوت از بزرگترین پایانه‌های این حوضه است.
حوضهٔ فلات مرکزی به یکی از کم‌بارش‌ترین حوضه‌های ایران تبدیل شده‌است. رودهای استان کرمان یکی از اصلی‌ترین منابع تغذیهٔ آبی حوضه آبریز فلات مرکزی در مناطق جنوب شرق و مرکز ایران و دریاچه‌های استان کرمان هستند. دریاچه‌های استان کرمان و دریاچه‌های استان سیستان و بلوچستان در حوضه آبریز فلات مرکزی ایران قرار دارند.
بحران آب در ایران به دلیل متفاوت بودن اقلیم و عدم توازن در بارندگی‌ها در تمام نواحی آن یکسان نبوده‌است؛ به گونه ای که شرایط آبی برخی نواحی مساعد و شرایط برخی دیگر گاهی در طول تاریخ به‌شدت وخیم شده‌است. شرق و جنوب کشور ایران گاهی ممکن بوده‌است که کاملاً خالی از سکنه شود و تمدن ایران در مناطق مرکزی و جنوب آن به دلیل خشکسالی‌های پی‌درپی در معرض تهدید بوده‌است به قسمی که تنها دامنهٔ شمالی البرز در این حوزهٔ تمدنی از آسیب خشکسالی به خوبی مصون بوده‌است، چراکه دو استان شمالی کشور ایران و استان‌های غرب زاگرس از این قضیه ایمن هستند.
در حال حاضر بخشی یا تمام سطح چهل و پنج تالاب ایران تبدیل به کانون تولید گردوغبار شده‌است به این معنا که نه‌تنها کارکرد اکولوژیک خود را ازدست‌داده‌اند بلکه به کانون تولید گردوغبار نیز تبدیل شده‌است.
سال‌هاست که خشکسالی در مناطق مرکزی، شرق و جنوب کشور ایران جولان می‌دهد و استان‌های فارس، خراسان جنوبی و اصفهان به‌تدریج از سفره‌های زیرزمینی آب تهی شده‌اند و حجم آب زاینده‌رود اصفهان کاهش داشته‌است. وقتی سفره‌های آب زیرزمینی خالی می‌شود، تعادل زمین به هم می‌خورد و زمین نشست می‌کند چراکه وقتی سفره‌های زیرزمینی خشک شد، طبقات خاک نشست می‌کند و محل ذخیره آب نیز از بین رفته‌است و برای جلوگیری از خالی از سکنه شدن مناطق شرقی، جنوب شرقی و مرکزی کشور ایران همواره می‌بایست آب موردنیاز این مناطق به‌گونه‌ای ویژه تأمین می‌شده‌است.
در نقاط کم‌بارانی مانند قسمت‌هایی از استان خراسان، کرمان، و دیگر نواحی همجوار سفره‌های آب زیرزمینی این مناطق اندک‌اندک درگذر زمان ازدست‌رفته و غیرقابل‌بازگشت شده‌است و درنتیجه حتی اگر در این مناطق باران‌های سیل‌آسا هم آمده باشد و سیل هم بیاید دیگر سفره‌های آب زیرزمینی پر نمی‌شوند. چراکه وقتی سفره‌های زیرزمینی خشک شدند، طبقات خاک نشست کرده و محل ذخیره آب از بین رفته‌است، ازاین‌رو بعدها اگر بارندگی ده‌ها برابر قبل هم شود باز آب روی سطح زمین جاری می‌شود و دیگر نمی‌تواند به داخل خاک نفوذ کند و کشاورزی تقریباً به‌طور کامل در این مناطق تعطیل می‌شود چراکه گردوغبار و توفان‌های پیاپی نمک، آنجا را غیرقابل کشت می‌کند. امروزه بسیاری از باغات و مزارع کرمان و بخش‌هایی از خراسان خشک شده‌است.
مناطق آبخیز فلات ایران عمدتاً در شمال شرق و شمال غرب کشور ایران واقع‌شده‌اند. به قسمی که مقادیر زیادی آب در حدود میلیاردها مترمکعب آب هرساله از مرزهای غربی خارج‌می‌شده و وارد کشور عراق می‌گشته‌است. همچنین ایران ازنظر جغرافیایی دسترسی گسترده‌ای به منابع آب رودخانه‌ای ندارد و به همین دلیل، ذخایر آب‌های زیرزمینی و همچنین حفر چاه‌های غیرمجاز همواره یکی از چالش‌های اقتصادی و محیط زیستی ایران بوده‌است. آب به‌عنوان اولین جزء آمایش سرزمین بوده و به‌طور مستقیم یا غیرمستقیم سایر بخش‌های زیربنایی را تحت‌الشعاع قرار می‌دهد. مدیریت ناصحیح منابع آب نیز در بخش‌های مختلف مصرف، عواقب و آثار خشکسالی‌ها را همواره تشدید کرده‌است.

## حوضه آبریز گاوخونی
حوضه آبریز گاوخونی یکی از حوضه‌های آبریز فلات مرکزی است که رود اصلی آن زاینده‌رود از رودهای استان اصفهان است. در فلات مرکزی ایران بجز زاینده رود، رودخانهٔ بدین شکل وجود ندارد و بیشتر رودخانه‌های ایران در غرب، شمال یا جنوب غرب این کشور جاری است.
دهخدا معتقد است که نام این ناحیه گاوخانه بوده باشد زیرا در گذشته روستاییان گاوهای خود را برای چرا به اینجا می‌آوردند. خانی (خانیک Xanik پهلوی) که به معنی چشمه، حوض و آبگیر است و در آثار قدمای زبان فراوان به کار رفته‌است، بر بنیاد این احتمال گاوخانی به معنای آبگیر جی (اصفهان) است.
وسعت تالاب گاوخونی در دوران پرآبی به ۵۰۰ کیلومتر مربع نیز می‌رسیده‌است. فلزات سنگین و مواد شیمیایی مختلف در سال‌های متمادی گذشته از طریق رودخانه زاینده‌رود وارد تالاب گاوخونی شده و رسوب کرده‌است.

## هلیل‌رود و تمدن جیرفت
وجود رود پرآب هلیل رود، زمینه را برای آغاز کشاورزی و ایجاد تمدن جیرفت کهن فراهم کرده بوده‌است. این تمدن مربوط به هزارهٔ سوم پیش از میلاد است و این مردم، در دشت خوش آب و هوا و حاصلخیز هلیل رود سکنا داشته‌اند. کشف چنین تمدنی، افقی تازه در یافته‌ها و نگره‌های باستان‌شناسان دربارهٔ تمدن خاورمیانه گشود. این محوطه مربوط به دوران پیش از تاریخ است و در شهرستان جیرفت (دقیانوس) (سمت راست هلیل‌رود) واقع شده‌است. به نظر می‌رسد این منطقه در هزاره سوم پ. م، مرکز یک تمدن بزرگ و با شکوه و در حاشیهٔ هلیل رود بوده‌است.
هلیل رود امروزه در انتهای مسیر به خشک‌رودی تبدیل می‌شود که مزارع جیرفت را آبیاری می‌کند، اما در گذشته‌ها جریان دائمی هلیل رود با گذر از جیرفت و کهنوج وارد رودبار می‌شد و هامون جازموریان را نیز سیراب می‌کرده‌است.

### حوضه آبریز جازموریان
یکی از حوزه‌های جغرافیایی پراهمیت باستانی ایران‌زمین، حوضه آبریز جازموریان در حوزه جغرافیایی فرهنگی جنوب شرق ایران است. واژه خوانی جازموریان به دو گونهٔ «جازموریان» و «جازموریاب» است که بعضی آن را برگرفته از «جازم» به معنی مَشکِ پر می‌دانند. این حوزه یکی از ناشناخته‌ترین حوزه‌های جغرافیایی تاکنون است که امکان مطالعات میدانی وسیع دربارهٔ آن وجود دارد. حوزه جغرافیایی جازموریان بخشهایی از سه استان کرمان، سیستان و بلوچستان و هرمزگان را شامل می‌شود که از نظر جغرافیایی تاریخی باستان‌شناسی منطبق با مکن (مکا)، گدروزیا (گدروزی) و اکوفاجیا است که بین سکستان و کرمانیا قرار داشته‌است.
هامون جازموریان دریاچه‌ای در مرز استان‌های سیستان و بلوچستان و کرمان است. بواسطهٔ وجود هامون جازموریان دشت‌های جیرفت، فاریاب و رودبار جنوب در استان کرمان و دشت‌های ایرانشهر، بمپور، سردگان، دلگان، سرتختی و اسپکه در استان سیستان و بلوچستان قرار داشتند که بعضی از این دشت‌ها مانند دشت جیرفت و رودبار از مساعدترین نقاط فلات ایران برای کشت گیاهان گرمسیری به‌شمار می‌رفته‌اند. این منطقه روزگارانی از مهمترین مراکز تولید دام و علوفه دامی منطقه بشمار می‌رفته‌است، اما امروزه تالاب جازموریان به علت پدیدهٔ تغییر اقلیم در حوضهٔ آبریز آن، دچار خشکسالی شده و به عنوان یکی از کانون‌های گرد و غبار جنوب شرق ایران شناسایی شده‌است. خشکسالی و عدم‌بارندگی و در نتیجه شیوع آفت‌ها از مهم‌ترین دلایل در معرض نابودی قرار گرفتن جنگل‌های شهرستان‌های جنوبی کرمان بوده‌است. جازموریان که روزی دارای بسیاری از پرندگان بوده‌است و دارای عظمتی بوده، در حال حاضر عملاً خشک است و خیلی از موجودات زنده که حتی از نظر سیستمی بسیار مقاوم هستند، توان زنده ماندن در آن محیط را ندارند.
همچنین به علت نبود پوشش گیاهی، بارندگی در این حوضه منجر به ایجاد سیلاب و فرسایش شدید خاک می‌شود. امروزه به سبب خشک‌سالی ممتد دیگر این نواحی شاهد فقدان پوشش گیاهی مناسب در اراضی حوضه است و در نتیجه به هنگام بارندگی نیز سیلاب‌های شدیدی به راه می‌افتد که باعث می‌گردد تا آب‌های حاصل از بارندگی کمتر در زمین نفوذ کند و از سوی دیگر فرسایش شدید خاک نیز زیان‌های بسیار بیشتری را به بار آورده‌است. امروزه از بستر دریاچه قلوه سنگ و لایه‌های شنی و آهکی باقی مانده‌است که نفوذ آب به منابع آب‌های زیرزمینی را تشدید می‌کند و آب دریاچه به دلیل وجود بستر شنی و قلوه‌سنگی در زمین نفوذ می‌کند.
امروزه دیگر میزان بارش سالانه در بخش گسترده و پست جنوبی هامون جازموریان از حدود ۱۰۰ میلی‌متر در سال تجاوز نمی‌کند. تداوم کمبود ریزش‌های جوی بهمراه بالا بودن درجهٔ حرارت و میزان تبخیر، تمامی رودهای این حوضه را به صورت رودهای کم‌آب فصلی و خشکرود و مسیل درآورده‌است. همچنین به علت شیب کم خود دریاچه، کوچک‌ترین تغییر در حجم آبِ آن در سطح وسیعی منعکس می‌شود. سهم این حوزه آبریز از رودخانه‌های دائمی هلیل رود و بمپور که روزگاری این باتلاق را پرآب می‌کردند اکنون به حدود صفر رسیده‌است و به‌دلیل عدم بارندگی در این مناطق و خشکسالی‌های طویل و طولانی مدت در کرمان، جازموریان که روزگاری زیستگاه انواع پرندگان و از مهم‌ترین اکوسیستم‌های مهاجرپذیر پرندگان ایران محسوب می‌شد اکنون تقریباً دیگر خشک شده‌است.
در حاشیهٔ جاز آثار زندگی در دوران باستان و پیش از میلاد مشاهده می‌شود که تپهٔ باستانی در روستای زیارت میرمقداد یکی از نشانه‌های حیات در دوران باستان و مکانی پیشرفته در جازموریان بوده که تأمین نیازهایش را قلاع کارگاهی مجاورش برعهده داشته‌اند. بومیان خود اعتقاد دارند نام قدیمی منطقه زِگِردی به معنای مکانی بزرگ و بدون پوشش در میان جنگل یا پوشش گیاهیست و در قدیم یکی از مقرهای میرچاکر رند یکی از شاهان بلوچستان بوده که بیشتر به کشاورزی اختصاص داشته‌است. به‌طور کلی حوضهٔ جازموریان از عهد باستان مکانی مهم برای کشاورزی و دامداری و تجارت بوده‌است. خشک شدن باتلاق موجب کوچ گونه‌های جانوری و نابودی گونه‌های گیاهی این منطقه شده‌است.

### جازموریان انبار علوفه ایران
تالاب جازموریان زمانی بعنوان انبار علوفه‌ای برای ایران بوده‌است و مرکز پرورش دام از جمله شتر و گوسفند و بز، اما بعدها بسیاری از گونه‌های گیاهی خشک شدن و جانوران و پرندگان نیز از آنجا کوچ نمودند.

## چاه دریا
دریاچه زیر زمینی چاه در رفسنجان کرمان، پدیده‌ای طبیعی است که میلیون‌ها لیتر آب را در کویر، و در زیر سطح رویین خاک، در خود جای داده و از جمله معدود دریاچه‌های زیر زمینی ایران است. این حفره‌ای بزرگ که مردم از آن به عنوان چاه دریا یاد می‌کنند در واقع دریاجه‌ای بزرگ از مخازن آب در زیرزمین است. آنچه مسلم شده‌است اینکه در گذشته سطح آب این دریاچه زیادتر بوده‌است، اما پس از خشکسالی‌های متوالی در استان کرمان و برداشت‌های بی‌رویه از آب‌های زیرزمین برای آبیاری باغ‌های کشاورزی سطح آب آن به یکباره در معرض خشکیدگی کامل قرار گرفته و به شدت افت محسوسی یافته‌است. این پدیده احتمالاً به دلیل فرونشست زمین در گذشته‌ها شکل گرفته‌است.

## تأثیرات خشک‌سالی بر کشاورزی و زراعت
همزمان که مقدار آب ناحیه‌ای بر اثر خشک‌سالی کم می‌شود کیفیت آن نیز تقلیل می‌یابد و گاهی شور می‌شود. ضرر شور‌شدن آب نیز کمتر از کاهش حجم آب نیست. چرا که وقتی آب به سمت شور‌شدن می‌رود تولید و بهره‌وری آن، به‌طور قابل توجهی کاهش می‌یابد.

## مهاجرت اجباری به دلیل نبود آب و کمبود منابع آبی
مصرف اصلی آب در ایران در بخش کشاورزی بوده‌است، و نبود آب و کمبود منابع آبی در بخش‌هایی از ایران، همواره یکی از دلایل مهم کوچ از جمعیت‌ها از مناطق خشک شده به سمت مناطق سرسبزتر و دریاها و رودخانه‌ها بوده‌است. چراکه علوفه، برنج و غلات، چغندر قند و درختان میوه از بین رفته و شاغلین کشاورزی مناطق خشک شده کاملاً بیکار می‌شوند و دیگر در این بیابان‌های حاصله نمی‌توانند هیچ شغلی برای امرار معاش پیدا کنند چرا که عملاً امکان زیست از میان می‌رود. از سویی توفان شن و نمک و گرد و غبار مداوم ایجاد می‌شود و آرام آرام زندگی در این مناطق کاهش میابد؛ ضمن آنکه بیماری‌های تنفسی، پوستی و سرطان‌ها نیز در صورت وقوع خشک‌سالی افزایش میابد.
بسیاری از این مهاجرین به دلایل گوناگونی امکان حضور و سکونت مستقیم در آبادی‌های مناطق دیگر را نداشته‌اند و به‌ناچار به حاشیه‌نشینی در اطراف شهرهای بزرگ و مراکز جمعیتی می‌شده‌اند.

## شهر سوخته
تمدن سیستان حاصل از رودخانه هیرمند و دریاچه هامون بوده‌است و نوسان آب آنها چهره طبیعی و انسانی این منطقه را نیز تحت تأثیر قرار داده‌است. خشکی دریاچه هامون تغییرات در اقتصاد و اجتماع کل سیستان را رقم زد، شهر سوخته در روی آبرفت‌های مصب رودخانه هیرمند به دریاچه هامون و زمانی در ساحل آن رودخانه بنا شده بوده‌است. شهر در ساحل رودخانه هیرمند و دریاچه هامون بنا شده بوده‌است. به تشخیص بسیاری از محققین، دورهٔ بنای این شهر بزرگ با دوره برنز و تمدن جیرفت همزمان بوده‌است.
پژوهش‌ها نشان داده‌است محوطه شهر سوخته بر خلاف اکنون که محیط زیستی کاملاً بیابانی دارد و تنها اندکی درختان گز در آنجا دیده می‌شود، در پنج هزار سال قبل از میلاد منطقه‌ای بسیار سبز و خرم با پوشش گیاهی متنوع و بسیار مطلوب بوده و درختان بید مجنون، افرا و سپیدار فراوانی در آنجا وجود داشته‌است. دریاچه هامون نیز در ۳۲۰۰ سال قبل از میلاد دریاچه‌ای بسیار بزرگ و پرآب بوده و چندین رودخانه دائمی مانند هیرمند آن را تغذیه می‌کرده‌اند؛ ولی افت بیش از اندازه آب در این رودخانه‌ها، و همچنین برداشت بی‌رویه آب در مناطق افغانستان سبب خشکی دریاچه هامون و مناطق اطراف آن شده‌است. در اطراف دریاچه هامون، در زمان‌های باستان، نیزارهای وسیعی وجود داشته‌است. همچنین کاوش‌ها نشان می‌دهند که نهرها و شاخه‌های قوی آبیاری از آنجا منشعب می‌شده‌است، در بررسی‌های منطقه‌ای در اطراف شهر سوخته بستر این نهرها و آبراه‌های گوناگونی پیدا شده که می‌توان گمان برد به مزارع کشاورزی آن شهر آب می‌رسانده‌اند.
آثار باقی‌مانده نشان دهنده این امر است که شهر سوخته در هزاره سوم پیش از میلاد، دارای یک نظام مرتب و منظم آبرسانی و تخلیه فاضلاب بوده‌است. در نخستین مرحله کاوش‌های باستان‌شناسی، در شهر سوخته کوچه‌ها و خانه‌های منظم و با لوله‌کشی آب و فاضلاب به کمک لوله‌های سفالی پیدا شده که نشان‌دهندهٔ وجود برنامه‌ریزی مدنی بر پایهٔ آب در شهر سوخته سیستان است.
رود هیرمند، در زمان باستان در جلگه‌های مجاورش وضعی شبیه به دره نیل به‌وجود آورده بوده‌است، به این معنی که در مواقع معینی بعلت بالا آمدن سطح آب، و حتی جذر و مد دریاچه هامون، زمین‌های ساحلی آن مشروب و لذا، خاک آن‌ها حاصل خیز می‌شده‌است. این امر سبب شده بوده که ساکنان این ناحیه بتوانند به کار زراعت بپردازند و در مراحل شهرنشینی خود موفق به پیشرفت‌های بسیاری گردند. در آن روزگار آب رودخانه هیرمند و شاخه‌هایش به خوبی زمین‌های کشاورزی شهر سوخته را سیراب می‌کرده‌است.
تحقیق دربارهٔ اشیاء حصیری یافت شده مشخص کرده که مردم شهر سوخته سیستان با استفاده از نیزارهای باتلاق‌های اطراف دریاچه هامون سیستان، سبد و حصیر نیز می‌بافته‌اند، و از این نی‌ها برای درست کردن سقف ساختمان‌های خود نیز استفاده می‌کرده‌اند. صید ماهی و بافت تورهای ماهیگیری نیز از دیگر پیشه‌های مردمان شهر سوخته سیستان بوده‌است. برخی معتقدند این‌ها مردمی بودند که در حدود ۲۹۰۰ سال پیش از میلاد از سوی شمال به طرف دهانه رود هیرمند، که در نتیجهٔ شرایط بخصوصش برای شهرنشینی مناسب بود سرازیر شده‌اند، و سپس هزار سال بعد، در زمانی که مسیر رود هیرمند تغییر یافت این مردم نیز به طرف دره پنجاب مهاجرت کردند و درآنجا امپراتوری بزرگ «موهنجودارو» و «هاراپا» را تشکیل دادند. باید بخاطر داشته باشیم که تمدن شهداد نیز درهمین حدود اوایل هزاره سوم پیش از میلاد در نتیجه تغییر مسیر رودخانه ازبین رفت و در آن زمان مردم شهداد نیز بامردم پنجاب روابط نزدیک داشته‌اند.
آزمایش‌های میکروسکوپی نشان داد که در این اجتماع ماهی‌ها و پرندگان و خرچنگ‌ها نیز مورد استفاده غذایی بوده‌است. درمیان حیوانات بین پرندگانی که دراینجا مورد مصرف اهالی بودند مرغ‌های آبی، قرقاول، مرغابی و غاز وجود داشته‌است. این امر برای دانشمندان باستان‌شناس مسلم گردید که پرندگان و حیواناتی که آثارشان در شهر سوخته بدست آمده در حال حاضر دیگر در این مکان زندگی نمی‌کنند. اولین بخشی که از خشک شدن دریاچه صدمه می‌بیند دامداری بوده‌است، بعد از آن صیادی که صید انواع ماهیان و توزیع آن به داخل و خارج از سیستان متوقف شد. پس از آن رکود کشاورزی و تغییرات آب و هوایی و وزش طوفان‌های شن را می‌توان از پیامدهای خشک شدن تالاب هامون نام برد. با مطالعه میزان آب ورودی هیرمند در ادوار مختلف می‌توان به این نتیجه رسید که نمی‌توان به اقتصاد متکی به این آب امیدوار بود، بطوریکه مشخص شده‌است اخیرا در ۳۰ سال هیرمند ۹ بار مواجه با خشکسالی شده‌است.